# Черкаська єпархія УПЦ (МП)
Черка́ська єпа́рхія — православна єпархія РПЦвУ. Єпархія була створена у 1992 році й охоплювала територію усією Черкаської області.

## Історія
До 1992 року ця територія відносилася до Київської єпархії.
8 травня 2008 року зі складу Черкаської була виділена Уманська єпархія. Після цього у складі Черкаської єпархії залишилися: місто Черкаси, Городищенський, Драбівський, Золотоніський, Кам'янський, Канівський, Катеринопільський, Корсунь-Шевченківський, Смілянський, Черкаський, Чигиринський, Чорнобаївський, Шполянський райони. У складі Уманської: Жашківський, Звенигородський, Лисянський, Маньківський, Монастирищенський, Тальнівський, Уманський, Христинівський райони.
Кафедральним собором Черкаської єпархії був собор на честь Різдва Богородиці у Черкасах.

## Правлячі Архиєреї
- Софроній (Дмитрук) митрополит Черкаський і Канівський 9 серпня 1992 — 22 червня 2020.
- Феодосій (Снігірьов) митрополит Черкаський і Канівський з 17 серпня 2020

## Сучасність
Черкаську єпархію, з часу створення і до своєї смерті 22 червня 2020 року, очолював митрополит Софроній (Дмитрук). Під час виборів 2010 року він дуже жорстко відгукнувся про кандидата в президенти Віктора Януковича. Кафедральним собором єпархії після завершення будівництва став Михайлівський.
У 2000 році Черкаська єпархія налічувала 320 парафій і 5 монастирів, у 2004—411 парафій, 224 священнослужителя (220 священиків і 4 диякона).
У листопаді 2022 року, під час обшуків на об'єктах РПЦвУ у Херсонській, Черкаській, Житомирській та Волинській областях, було виявлено підробні документи, російську пропагандистську літературу, російські паспорти та інші докази співпраці місцевих працівників та керівництва із російськими окупантами.
У лютому 2024 року митрополит Снігірьов, що керував єпархією, отримав підозру у розпалюванні міжрелігійної ворожнечі, а саме за порушення рівноправності громадян залежно від їх релігійних переконань, вчинене службовою особою повторно. За даними СБУ, це стало четвертою підозрою для Снігірьова, яку він вчинив під час роботи в єпархії.
В серпні 2024 року на проросійській діяльності було викрито керівника одного із храмів Корсунь-Шевченківського благочиння. Він поширював відео з закликами не брати участь у спротиві російській агресії та покинути Україну.

## Монастирі
- Красногірський монастир на честь Покрова Божої Матері, жіночий, село Бакаївка
- Жаботинський монастир на честь преподобного Онуфрія Великого, чоловічий, село Чубівка
- Монастир на честь святителя Миколая Чудотворця, жіночий, село Лебедин
- Мотронинський монастир на честь Святої Трійці, жіночий, село Мельники
- Монастир на честь преподобного Онуфрія Великого, чоловічий, село Гарбузин
- Монастир на честь Різдва Пресвятої Богородиці, чоловічий, місто Черкаси
- Монастир на честь ікони Божої Матері «Ігуменя Афонської Гори», жіночий, село Роги

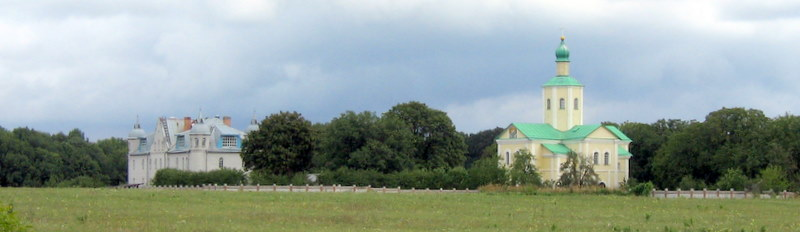
Мотронинський монастир у 2007 році.